# Barral dels Baus
Barral I dels Baus (1217-1270) va ser un noble provençal. Era senyor de L'Auriol, Bedoin, Cavalhon, Brantas i Monteus i de 1240 a 1270 també senyor dels Baus. Va exercir el càrrec de senescal del Comtat Venaissí pel comte de Tolosa (1236), del qual es casà amb una neboda, Sibil·la d'Andusa.
Abans d'heretar el títol de senyor dels Baus, la més brillant de les gestes d'armes de Barral va ser la presa del Comtat Venaissí. Es va oposar a la voluntat del papa Gregori IX que volia mantenir aquesta terra. Per aquesta raó i per ordre del sobirà pontífex, l'arquebisbe d'Arle el va excomunicar.

## Biografia

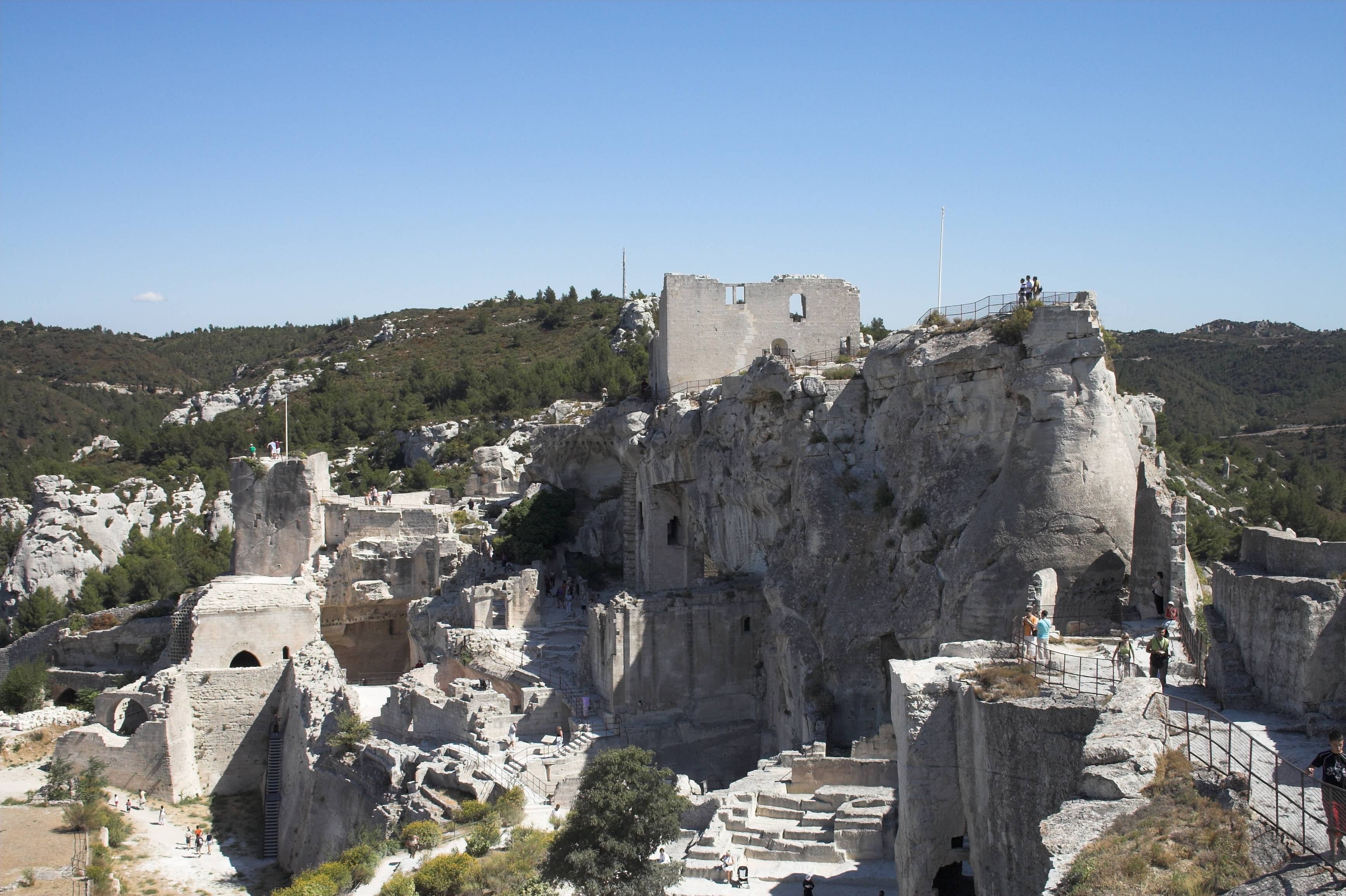
Castell dels Baus.

Barral va oposar-se a la croada albigesa i va envair el Comtat Venaissí el 1234 en suport a Ramon VII de Tolosa. El 1239, Barral va iniciar negociacions perquè la seva filla Cecília es casés amb Guigó VII, Delfí de Vienès, un altre partidari de la casa de Tolosa. Tanmateix, sota la pressió de Felip de Savoia, Barral va acabar renegant del compromís al·legant que només l'havia acceptat perquè temia per la seva vida.
El 1244, Barral va ajudar a arbitrar el darrer conflicte entre Savoia i Provença d'un costat i el delfí i Aimar III de Valentinès per l'altre. El desembre d'aquell any, la seva filla Cecília es va casar amb el comte de Savoia, i va afegir als Baus a les aliances de Savoia.
El 1246, Barral es va unir al seu gendre i a la seva família per portar un exèrcit per a defensar a Beatriu de Savoia i la seva filla Beatriu de Provença, que havia heretat recentment el comtat de Provença; l'anunci de casament de Beatriu amb Carles d'Anjou va topar amb l'oposició tant del comte de Tolosa com del rei d'Aragó, que havien amenaçat amb la invasió del comtat. Tot i així la Provença es va revoltar contra els plans d'expansió de Carles d'Anjou i Barral es va unir a la rebel·lió el 1247, donant suport a la família del seu gendre en els seus drets. Obligat a rendir-se el juny de 1251, va acabar convertint-se en partidari de Carles l'octubre d'aquell mateix any i va ajudar a suprimir la rebel·lió, que va quedar sufocada el 1262.
El 1255, Barral va tornar a ser cridat per a mitjançar en les disputes entre Felip de Savoia i l'aliança Valentinès-Vienès.

## Núpcies i descendència
Barral dels Baus es va casar amb Sibil·la d'Andusa, filla de Constança de Tolosa i Pere Bermond. Amb ella va tenir diversos fills, dels quals se'n coneixen almenys tres:
- Bertran, que succeirà al seu pare com a senyor dels Baus.
- Marquesa, que es va casar el 1256 amb Enric II, comte de Rodés.
- Cecília, segona dona d'Amadeu IV de Savoia.